# Necydalis collaris
Necydalis collaris är en skalbaggsart som beskrevs av Forster 1771. Necydalis collaris ingår i släktet stekelbockar, och familjen långhorningar. Inga underarter finns listade i Catalogue of Life.